# Sylvain Van de Weyer
Pour les articles homonymes, voir Weyer (homonymie).
Sylvain Van de Weyer (de son nom complet Jean Sylvain Van de Weyer), né à Louvain le 19 janvier 1802 et décédé à Londres le 23 mai 1874, est un avocat, diplomate et homme d’État belge. Il est membre du Gouvernement provisoire en 1830 et chef de cabinet entre 1845 et 1846. Il meurt citoyen britannique, dans le château qu'il s'est fait construire, à New Lodge près de Windsor.

## Biographie

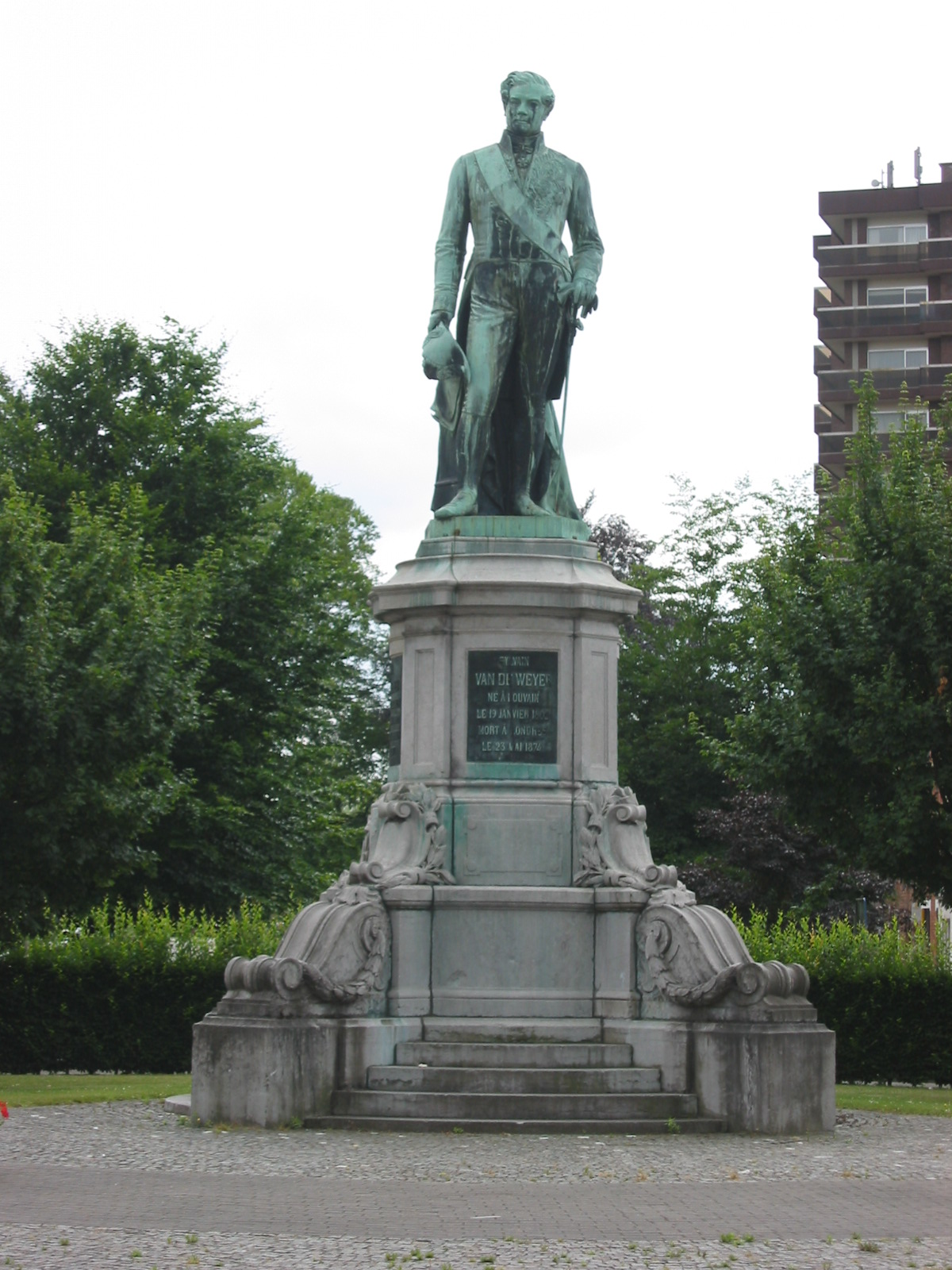
Statue de Sylvain Van de Weyer sur la Kapucijnenvoer à Louvain.

### Origines et formation
Sylvain Van de Weyer est le fils de Josse-Alexandre Van de Weyer (1769-1838) et de Françoise-Martine Goubeau, son grand-père, Jean Sylvain Van de Weyer est issu d'une famille bourgeoise originaire de Bautersem. En 1811, il s'installe avec sa famille à Amsterdam où il fréquente l’école de marine. Mais il revient dans sa ville natale Louvain lorsque son père est nommé chef de la police de Louvain. En 1819, il commence des études de droit à l'Université d'État de Louvain et devient avocat en 1823 après avoir obtenu son diplôme de docteur en droit. Il s'installe ensuite à Bruxelles pour y exercer sa profession d'avocat et de rédacteur de la Gazette et du Courrier des Pays-Bas. En 1824, il est bibliothécaire de la ville de Bruxelles. En 1827, il devient professeur d'histoire de la philosophie au Musée de Sciences et des Lettres à Bruxelles.

### Carrière politique

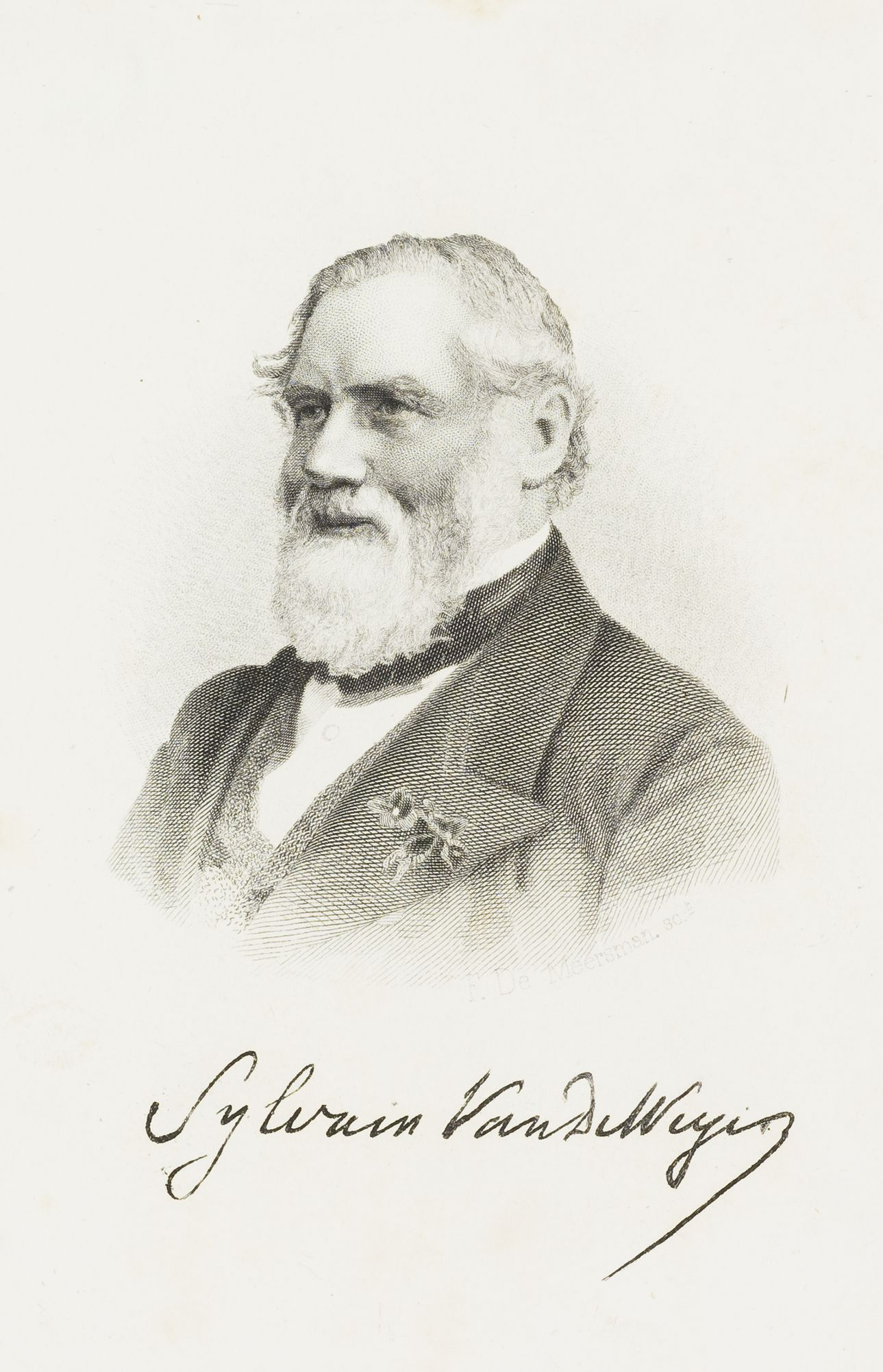
Sylvain Van de Weyer

Jeune révolutionnaire belge, il fait partie du Gouvernement provisoire après la déclaration d'indépendance de la Belgique le 4 octobre 1830. Il est le premier ministre belge des Affaires étrangères du 26 février au 23 mars 1831 au sein du Gouvernement de Gerlache. 
Par la suite, il est ministre plénipotentiaire du roi des belges, Léopold Ier (comme Jean-Baptiste Nothomb). À ce tire, il participe à la conférence de Londres dans le but d'y représenter la Belgique lors des négociations des grandes puissances quant à son avenir. Il est également signataire ou participant à plusieurs traités et conventions internationales concernant la Belgique, comme :
- 15 novembre 1831 : le traité des XXVII articles, séparant officiellement la Belgique du royaume uni des Pays-Bas et en définissant ses frontières.
- 21 mai 1833 : la convention de Londres, rétablissant les pourparlers de paix entre la Belgique et les Pays-Bas.
- 18 novembre 1833 : Convention de Zonhoven, mettant fin à la guerre belgo-néerlandaise.
- 19 avril 1839 : traité des XXVII articles, actant la reconnaissance de l'existence de la Belgique par roi des Pays-Bas.

Du 30 juillet 1845 au 31 mars 1846, il devient Premier ministre de Belgique à la tête de son propre gouvernement, succédant au gouvernement Nothomb.
Après la chute de celui-ci, il retourne à Londres mais il continue à collaborer avec la Belgique et le roi.
Il est ensuite reconduit dans ces fonctions à Berlin, dans le royaume de Prusse jusqu'en 1867, année durant laquelle il représente encore la Belgique lors d'une conférence internationale chargée de régler la question de la crise luxembourgeoise.

## Vie privée
Il épouse Élisabeth Bates, la fille unique du richissime financier Joshua Bates, de la banque Barings qui partage sa vie entre les États-Unis et l'Angleterre.
Ils ont deux fils et cinq filles. Leur plus jeune fille Éléonore est la mère de Sylvia Brett la dernière Ranee de Sarawak de la dynastie des Rajas blancs qui portait le prénom de son grand-père.

## Héraldique
| Armoiries de la famille Van de Weyer | Armoiries de la famille Van de Weyer                                                                         |
| ------------------------------------ | --- |
|                                      | Blasonnement:"de gueules, à 3 fleurs de lis au pied coupé d'argent, accompagnées en chef d'un lambel d'azur" |

## Notoriété

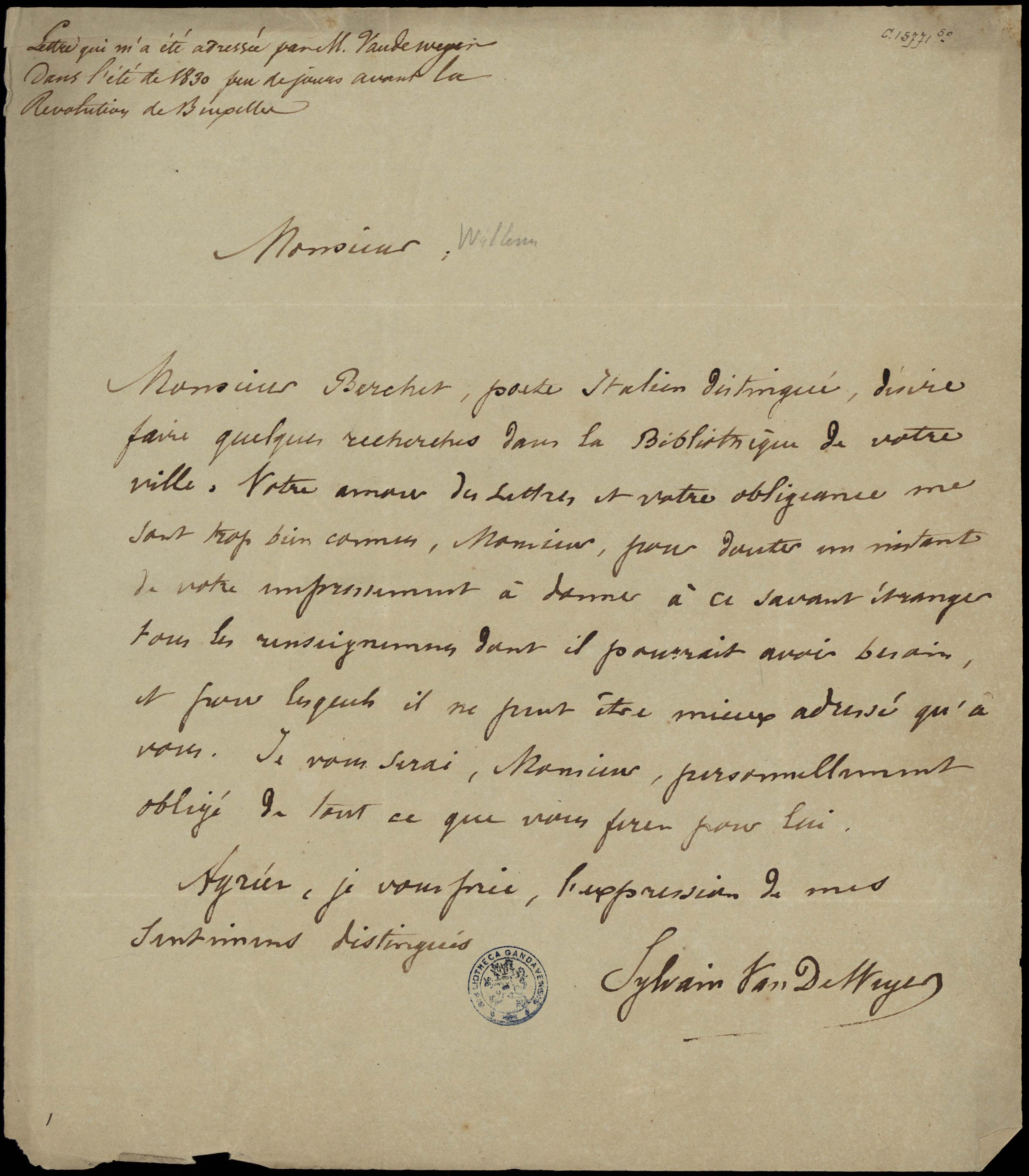
Lettre de Van de Weyer à Jan Frans Willems (1830)

Il figure dans la liste des fondateurs de l'Université libre de Bruxelles.
Sylvain van de Weyer est un membre fondateur de la première Société des douze - association savante, littéraire et gastronomique. Il est également franc-maçon et membre de la Société royale de Philanthropie à Bruxelles - plus ancienne société de bienfaisance non-confessionnelle de Belgique,.

## Hommages et distinctions
Il est nommé ministre d'État par le roi Léopold Ier en 1863.
Il a reçu les distinctions suivantes :
- Grand cordon de l'ordre de Léopold en 1856 (Belgique).
- Croix de fer (Belgique).
- Commandeur de la Légion d'honneur en 1836 (France).
- Grand croix de l’ordre de la Tour et de l’Epée (Portugal) 1837.
- Grand croix de l’ordre de la branche Ernestine de Saxe en 1837.
- Grand-croix de l'ordre des Saints-Maurice-et-Lazare en 1839.

- Grand cordon de l'ordre de Charles III d'Espagne.

## Postérité
- En 1876, la ville de Louvain a élevé une statue en son honneur.
- Plusieurs rues portent son nom, notamment à Schaerbeek et à Charleroi.

## Descendance
- Sylvia Brett, petite fille de Sylvain Van de Weyer.